# إريك بيتش
اريك بيتش (بالإنجليزية: Eric Beach)‏ هو كاتب مسرحي وشاعر نيوزيلندي، ولد في 1947.